# 联蒙灭金
聯蒙滅金，是蒙古族崛起後，南宋聯合蒙古帝國滅金的策略。然而南宋最終亦被蒙古帝國所滅。

## 背景
1206年，鐵木真統一蒙古後，上尊號成吉思汗，其東南方向相鄰金國，其西南相鄰西夏，遠隔金則是南宋。同時，南宋開禧北伐金國失敗。成吉思汗採取了遠交近攻政策，一方面逼迫西夏與蒙古議和，另一方面與南宋修好。同時蒙軍厲兵秣馬，準備進攻金。蒙古對金國威脅日益嚴重，南宋朝中意識到蒙古可能是未來勁敵。宋寧宗嘉定四年（1211年），著作佐郎真德秀奏曰：「今之女真，即昔之亡遼，而今之蒙古，即向之女真也。」嘉定七年奏曰：「習安者易制，崛起者難馴。」嘉定七年（1214年）七月，淮西轉運使喬行簡上書曰：「強韃漸興，其勢已足以亡金。金，昔吾之仇也，今吾之蔽也。古人唇亡齒寒之轍可覆，宜姑與幣，使得拒韃。」
1214年，成吉思汗大軍重挫了金軍，然後西滅西遼、花剌子模。1217年至1224年間，宋金交戰僵持不下。1224年，蒙軍進攻西夏。1227年8月25日，成吉思汗病死，三天後西夏滅亡。1229年，窩闊台繼承大汗位，繼續進攻金，與此同時，宋蒙出於共同對抗金之目的，來往較多，蒙古甚至修飾了位於佔領區山東的孔廟。

## 過程

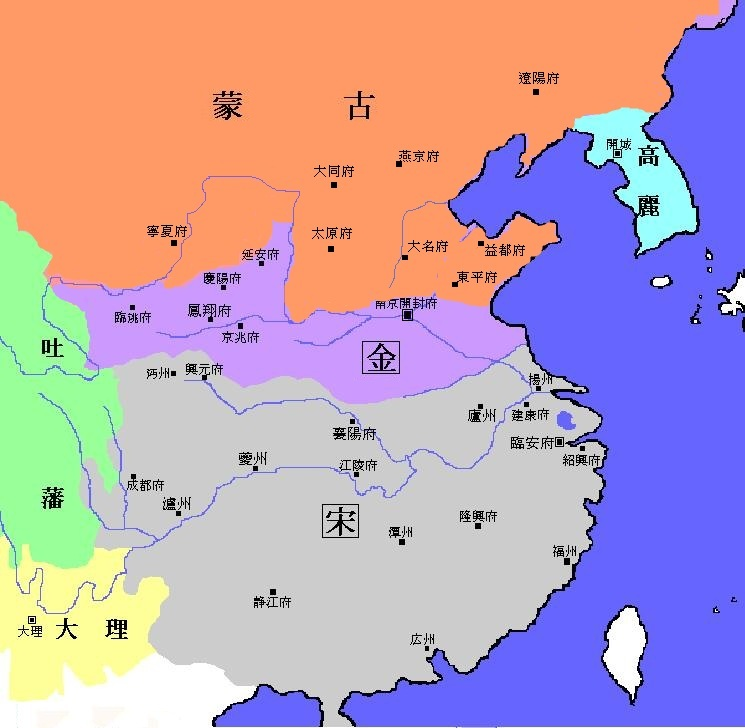
1227年宋金蒙形勢圖，金只剩河南地與關中，同年西夏亡。

1231年底，蒙軍欲借道宋境，繞道攻金後方，宋拒絕，但蒙軍將領拖雷強行通過。蒙軍在1232年三峰山之戰消滅金國主力部隊，金國實際上已無力回天。十二月，金哀宗從開封逃往歸德，宋理宗看到金滅亡在即，無屏蔽之用，加上以往靖康之禍的恥辱及仇恨，於是同意聯合蒙古滅金，只有趙范反對，宋蒙雙方協議黃河以南歸宋，以北土地歸蒙古。
1233年，金哀宗想逃入川中，被宋將孟珙截擊，攻下金鄧州，金哀宗被迫逃入蔡州。南宋又下唐州等地。九月，金哀宗向宋理宗說明「唇亡齒寒」之理，提議聯手抗蒙，宋朝不許，繼續伐金。1234年正月，宋蒙聯軍攻陷蔡州，金哀宗自縊，金末帝死於亂軍之中，金遂滅亡。南宋與蒙古接壤，在失去金國作為屏障後，卻面臨比金更強大的蒙古南下威脅，其後宋軍進佔河南失利，被蒙古以違約為由對宋開戰。

## 後來
1235年6月，蒙古進攻南宋，陸續佔領长江以北及四川盆地。經過40餘年的宋元战争，1276年臨安被元軍攻陷。1279年崖门海战，南宋滅亡。